# 利熱爾 (印第安納州)
利熱爾（英語：Leisure）是位於美國印地安納州麥迪遜縣的一個非建制地區。該地的面積和人口皆未知。